# Луций Еквиций
Луций Еквиций (Lucius Equitius; + 10 декември 100 пр.н.е.) е политик на Римската република през началото на 1 век пр.н.е.
Луций Еквиций е платен освободен роб, който твърди, че е син на Тиберий Гракх.
Сестрата на Гракхите Семпрония отказва да го признае. През 102 пр.н.е. народът хвърля камъни по цензора Цецилий Метел, понеже отказва да даде римско гражданство на Еквиций.
През 100 пр.н.е. Луций Еквиций е избран за народен трибун за 99 пр.н.е. заедно с Луций Апулей Сатурнин и Секст Титий. Той и Апулей умират преди да започнат служба. На 10 декември 100 пр.н.е. двамата са убити от сенатори, които хвърлят керимиди от покрива на Курия Хостилия по него и привържениците му.